# Evochron Mercenary
Evochron Mercenary — компьютерная игровая программа, космический симулятор, разработанный StarWraith 3D Games LLC и выпущенный в 2010 году. На платформе цифровой дистрибуции Steam игра доступна с 2012 года.

## Общие сведения
Evochron Mercenary не имеет сюжета и основан на принципе свободного поиска играющим собственных целей и задач в игровом окружении. На старте пользователь имеет возможность выбрать один из игровых стилей, влияющих на особенности геймплея: роли наёмника, торговца, гонщика или военнослужащего. Симулятор моделирует реальное поведение тел в безвоздушном пространстве с учётом гравитационного воздействия светил, планет и их спутников, учитывает влияние планетарных атмосфер и высоких температур вблизи звёзд, а также обеспечивает расширенное управление кораблём, который пилотирует протагонист; этим достигается, как выразился один из обозревателей, «непревзойдённое ощущение того, что вы находитесь в настоящем космическом аппарате».
Игровая вселенная насчитывает несколько десятков звёздных систем, соединённых между собой гиперпространственными вратами для быстрого перехода. Системы объединены в две группировки — «Альянс» и «Федерацию»; на дальних рубежах также имеет место конфликт с инопланетной цивилизацией из системы «Вонари». Каждая отдельная система имеет свои экономические и политические особенности, которые изменяются в режиме реального времени. По умолчанию играющий пользуется в системе определённой репутацией, которая определяет поведение по отношению к нему других кораблей, принадлежащих к определённым фракциям. Все небесные тела интерактивны: к примеру, игрок имеет возможность сесть на любую планету и приступить к добыванию ресурсов.
Игра поддерживает как однопользовательский режим, в котором все прочие корабли контролируются искусственным интеллектом, так и многопользовательский, в котором играющий может взаимодействовать с аппаратами, управляемыми другими людьми.

## Геймплей

Снимок экрана игрового интерфейса

### Корабль
В начале игры пользователь имеет в своём распоряжении один космический аппарат начального уровня. Корабль состоит из основной части, так называемого «фрейма», и дополнительных модулей, навешиваемых на него: двигателей, топливных баков, стабилизаторов и т. п. По мере накопления денежных средств игрок имеет возможность приобретать новые, более совершенные фреймы и модули. Все составляющие корабля имеют определённые характеристики, влияющие на пределы совершенствования фрейма и на возможности аппарата (скорость, защищённость, количество перевозимого груза и так далее). Типы доступных фреймов зависят от того, какая роль была выбрана играющим на старте своей карьеры.
Помимо фреймов и модулей, игрок может приобретать и устанавливать на корабль специализированное оборудование, предназначенное для выполнения конкретных задач. Некоторые разновидности оборудования — к примеру, т. н. англ. terrain walker, автономный робот для высадки на поверхность планет, — непосредственно влияют на доступность игроку некоторых видов контрактов. В числе доступного оборудования имеются, к примеру, строительные механизмы, позволяющие разворачивать обитаемые станции в неосвоенных участках космоса.
При наличии мест играющий также может нанимать дополнительных членов экипажа, работа которых будет положительно сказываться на некоторых характеристиках корабля.

### Боевая система

#### Вооружение
Корабль может быть вооружён тремя видами средств ведения боя: огнестрельным оружием, которое ведёт огонь снарядами (англ. particle cannon), лучевым оружием, которое воздействует на цель лазерным излучением (англ. beam cannon), и ракетами. Огнестрельное и лучевое оружие могут использоваться совместно или по отдельности; их боезапас не ограничен, однако продолжительность непрерывной стрельбы зависит от заряда орудийного аккумулятора, который постепенно истощается и впоследствии требует времени на восстановление. Количество ракет варьируется от 0 до 8 и зависит от конфигурации фрейма; будучи выпущенной, ракета утрачивается, и для перезаряжания игроку требуется приобретать новую. Орудия и ракеты делятся на классы, чем определяются их индивидуальные характеристики — наносимый урон, энергопотребление, дальность действия и т. п.

#### Защита
Защита корабля состоит из двух уровней: энергетического щита и брони фрейма. Щит принимает весь ущерб до тех пор, пока не будет истощён; после этого урон начинает нести непосредственно броня, в результате чего уменьшается показатель технической исправности корабля. По достижении им нуля аппарат уничтожается. Всего у корабля четыре щита, расположенных по периметру; пользователь имеет возможность перераспределять энергию между ними, укрепляя пострадавшие щиты энергией от ещё не затронутых огнём противника. Аккумулятор щитов связан с орудийным аккумулятором, и игрок может повышать эффективность одного за счёт снижения эффективности другого. Для противодействия ракетам корабль имеет запас контрмер — ловушек-перехватчиков, выбрасываемых потоком позади аппарата; их количество может составлять от 0 до 99 и также зависит от конфигурации фрейма.

### Навигация
Игровое пространство разделено на секторы. Нулевой сектор — центральная система «Сапфир»; прочие звёздные системы находятся в пределах квадрата со стороной в 10 000 секторов. От нулевого сектора отсчитываются вертикальные и горизонтальные координаты конкретной системы. Для перемещения на малые дистанции в пределах одного сектора (а также для маневрирования) предназначены собственные двигатели корабля, которые используют запас топлива в баках; они могут функционировать либо в автоматическом режиме, когда параметры полёта корректируются компьютером, либо в инерционном, когда направление движения контролируется пользователем вручную. Специализированное оборудование — привод для гиперпространственных скачков — в зависимости от класса позволяет кораблю быстро перемещаться на расстояние от 1 до 5 секторов, используя заряд орудийного аккумулятора. Переход между звёздными системами обычно составляет сотни или тысячи секторов и в силу этого требует использования гиперпространственных врат.

### Экономика
Игровая валюта — «кредиты». Пользователь может зарабатывать денежные средства различными способами: торговать ресурсами и оборудованием, заключать разовые контракты с фракциями или заниматься пассажироперевозками (если в его корабле имеются для этого свободные места). Симулятор случайным образом генерирует экономические условия в каждой конкретной звёздной системе, имитируя поведение рынков в реальном времени. Кроме того, периодически играющий может принимать сигналы бедствия с планет и других кораблей, успешные отклики на которые также оплачиваются.
Торговый обмен может вестись между двумя кораблями, если они находятся на достаточно близком расстоянии друг от друга, однако основная часть экономических операций ассоциирована с космическими станциями и городами (см. ниже).

### Фракции
В каждой системе присутствуют в той или иной пропорции пять фракций: флот (англ. Navy), энергетика (англ. Energy), гильдия наёмников (англ. Guild), повстанческие силы (англ. Rebels) и ресурсодобывающая ассоциация (англ. Miners). Каждая фракция определённым образом относится к играющему, на основании чего формируется его репутация в конкретной системе. Пользователь может добиться изменения отношения к себе, выполняя контракты в пользу той или иной фракции и уничтожая враждебные ей корабли. Присоединение к фракциям не предусмотрено.

### Станции и города
Игрок может парковать корабль на станциях в космическом пространстве или в городах, стоящих на поверхности обитаемых планет. Станции размещаются на планетарных орбитах, в туманностях, вблизи светил либо просто в открытом космосе; встречаются также тайные станции повстанческих сил, скрытые внутри крупных астероидов. Некоторые станции являются строительными: набор предлагаемых ими услуг ограничен в пользу возможности изготавливать сложное оборудование из имеющихся на борту запчастей. На станции или в городе пользователь может вести торговые операции, заключать контракты, конфигурировать и перестраивать корабли, создавать вооружение с индивидуальными настройками, а также арендовать ангары для хранения грузов и других принадлежащих ему кораблей.

## Отзывы
На интеграторе Metacritic игровая программа имеет рейтинг 70 % по оценкам профессиональных обозревателей и 6.9 баллов из 10 — по отзывам пользователей.
К положительным аспектам игры были отнесены реалистичное физическое моделирование, свобода действий, зрелищность и открытость окружения, а также глубина проработки симуляции управления космическим кораблём. Говоря о недостатках, критики обращали внимание на несовершенство графики, однотипность предлагаемых миссий и сложность первоначального освоения программы.